# EGF-Rezeptor
Der EGF-Rezeptor (Abkürzung für englisch Epidermal Growth Factor Receptor, EGFR) ist ein Protein in Zellmembranen von Wirbeltieren; es ist der Rezeptor für den Epidermal-Growth-Factor (EGF) und ist ein Mitglied der ErbB-Familie, eine Unterfamilie von vier eng verwandten Rezeptor-Tyrosinkinasen: EGFR1/HER1 (ErbB-1), HER2/c-neu (ErbB-2), HER3 (ErbB-3) und HER4 (ErbB-4).

## Eigenschaften
Der EGF-Rezeptor ist ein Transmembranrezeptor mit intrinsischer Tyrosinkinase-Aktivität. Der Rezeptor hat nur einen einzigen Membrandurchgang und im cytoplasmatischen Teil eine Kinase-Domäne mit ATP-Bindungsstelle. Die Aktivierung (Dimerisierung) des EGFR erfolgt durch extrazelluläre Bindung der Liganden Epidermal Growth Factor (EGF) und Transforming Growth Factor (TGFα), dessen Signal er über Autophosphorylierung und die Rekrutierung von Signalmolekülen wie Akt/PKB, MEK oder STAT-Protein ins Zellinnere leitet (Signaltransduktion), die letztendlich das Zellwachstum stimulieren und den apoptotischen (programmierten) Zelltod verhindern. Der EGF-Rezeptor gehört somit zu den Rezeptoren für Wachstumsfaktoren.
1,25(OH)2D3 hemmt diesen Rezeptor-Liganden-Komplex, was möglicherweise zu der Wirksamkeit von Vitamin D in der Psoriasisbehandlung beiträgt, weil psoriatische Zellen vermehrt TGFα bilden.

## Krebstherapie
Der EGF-Rezeptor wird in verschiedenen Tumorarten hochreguliert und/oder in mutierter Form vorgefunden, was dazu führt, dass die Tumorzellen unkontrolliert wachsen und sich vermehren. In Folge kann es zu einer verstärkten Metastasenbildung kommen. Ferner gibt es auch geringere Sensitivität gegenüber Chemo- und Radiotherapie.
Neuartige Krebstherapien zielen darauf ab, dieses onkogene Signal von EGFR zu blockieren und somit das Tumorwachstum zu unterbinden. Bereits erfolgreich getestete und zugelassene Substanzen dieser sogenannten gezielten Krebstherapie (engl. targeted therapy) sind unter anderem Gefitinib (Iressa), Erlotinib (Tarceva) und Afatinib (Giotrif) oder die monoklonalen Antikörper Cetuximab (Erbitux) und Panitumumab (Vectibix).
Die Liquid Biopsy kann unter bestimmten Bedingungen die Tumordiagnostik ergänzen, beispielsweise wenn kein Primärtumor gefunden wird, so beim nichtkleinzelligen Bronchialkarzinom (englisch non small cell lung cancer, NSCLC). Hier erfolgt die Liquid Biopsy zum Nachweis einer EGFR-T790M-Mutation. Die Mutation des  EGFR ersetzt ein Threonin (T) durch ein Methionin (M) an Position 790 von Exon 20.

## Proteinstruktur
Die Struktur des EGFR-Monomers besteht aus:
- der Ektodomäne (extrazelluläre Domäne) mit zwei homologen Domänen I (L1) und III (L2) und den cysteinreichen Domänen II (CR1 bzw. S1) und IV (CR2 bzw. S2)
- einer single-pass transmembranen α-Helix
- der katalytischen Region im Zytoplasma mit der Tyrosinkinase flankiert durch Juxtamembran- und C-terminaler regulatorische Region.

Bisher ist die Gesamtstruktur des Dimers unbekannt, wesentlich Teile aber bereits bestimmt worden: Domänen I-III und einige wenige Reste der Domäne IV (Einkristall), die Juxtamembranregion alleine (NMR) bzw. zusammen mit der Tyrosinkinase (Einkristall) und auch die Tyrosinkinase alleine (Einkristall).